# 上海市新闻出版局
上海市新闻出版局是中华人民共和国上海市负责新闻出版工作的机构，加挂上海市版权局牌子。原为上海市人民政府直属机构，现为中国共产党上海市委员会宣传部内设机构。